# El Pont de Claverol
El Pont de Claverol és un poble a la vora del riu Noguera Pallaresa, a menys d'un quilòmetre de distància de la Pobla de Segur.

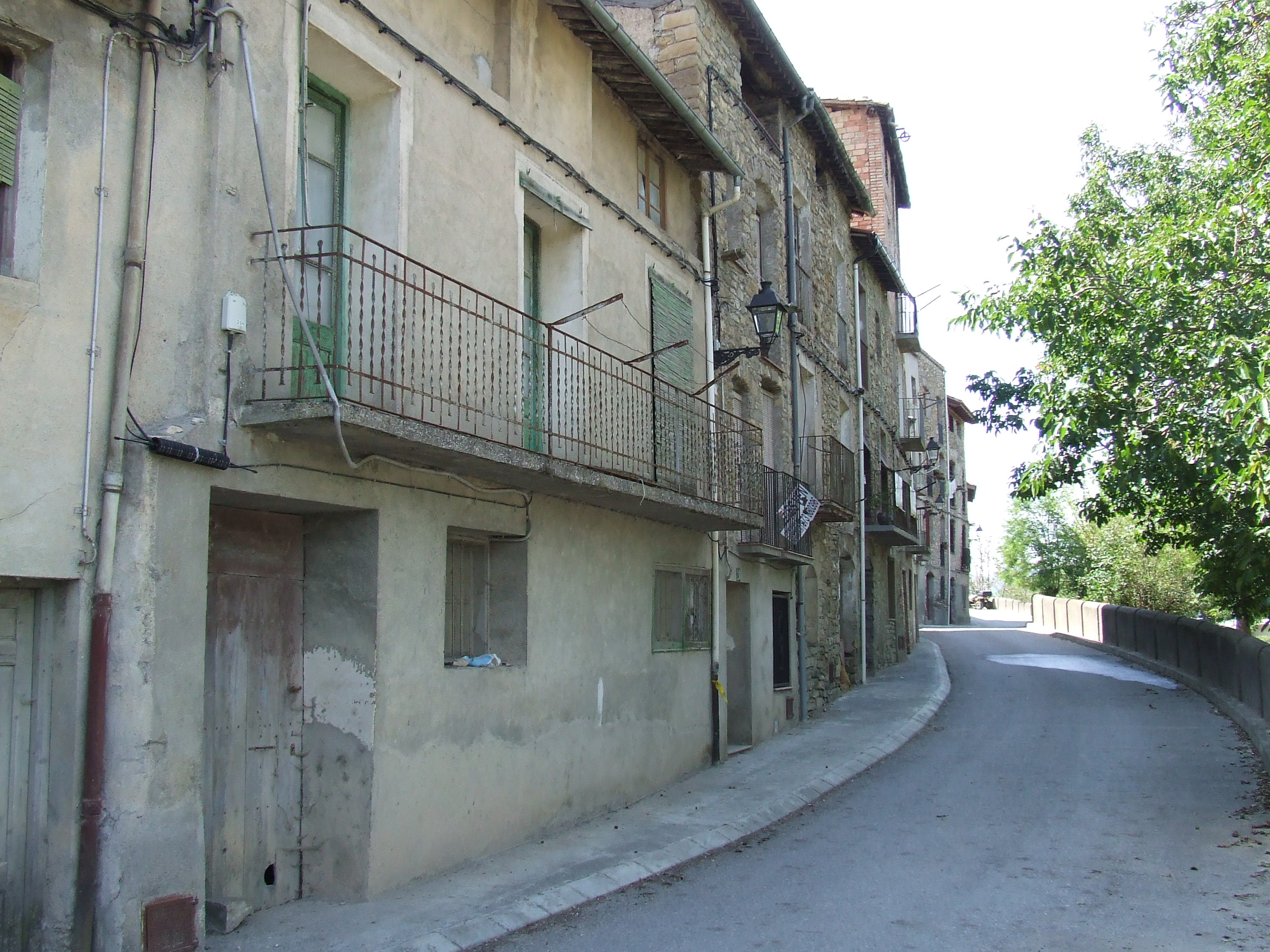
Entrada nord al Pont de Claverol

 És el cap del municipi de Conca de Dalt, al Pallars Jussà, i fins al 1969 era del terme municipal de Claverol. Nasqué com a barri del poble de Claverol (Pascual Madoz, en el seu Diccionario geográfico... del 1845 només diu que és una caseria de Claverol), i amb el pas del temps s'ha anat consolidant com a poble amb personalitat pròpia, fins al punt d'exercir la capitalitat del municipi format el 1969 amb l'agrupació dels quatre antics municipis d'Aramunt, Claverol, Hortoneda de la Conca i Toralla i Serradell.
El Pont de Claverol és, a més, el nom utilitzat en l'àmbit acadèmic, i proposat com a nom oficial del municipi, per al municipi denominat Pallars Jussà entre 1969 i 1994 i Conca de Dalt després del 1994, atesa la controvèrsia creada pel nom oficial del terme municipal, atesa la seva inexactitud geogràfica, perquè utilitza, tant en un cas com en l'altre, un topònim aplicable a una extensió territorial molt més gran que no pas la real del mateix municipi.
Al Pont de Claverol hi havia hagut -no podia ser d'altra manera, ja que el sant havia estat rector del terme- l'església parroquial de Sant Josep de Calassanç del Pont de Claverol, però és de les construccions del poble que desaparegueren en els aiguats del 1937. El patronatge, tanmateix, fou traslladat a l'església parroquial actual, advocada a la Mare de Déu del Roser i a Sant Josep de Calassanç.

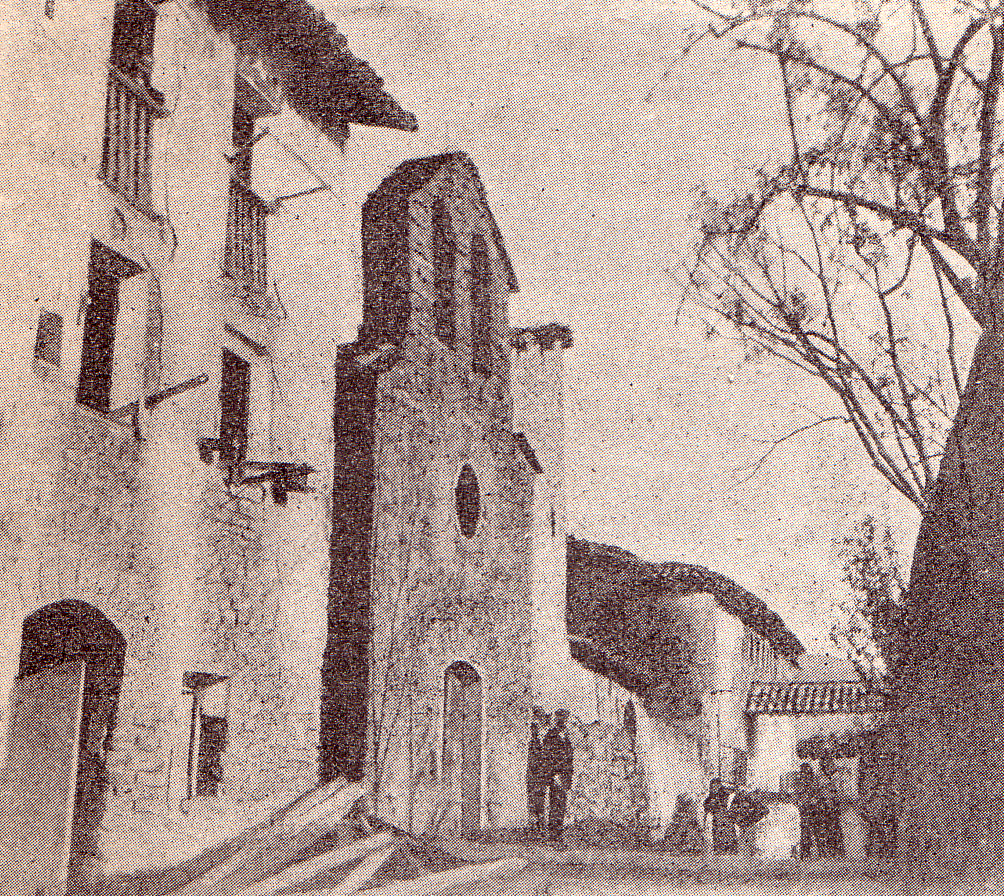
Carrer de Baix, desaparegut el 1937 en una riuada. Foto de vers el 1912

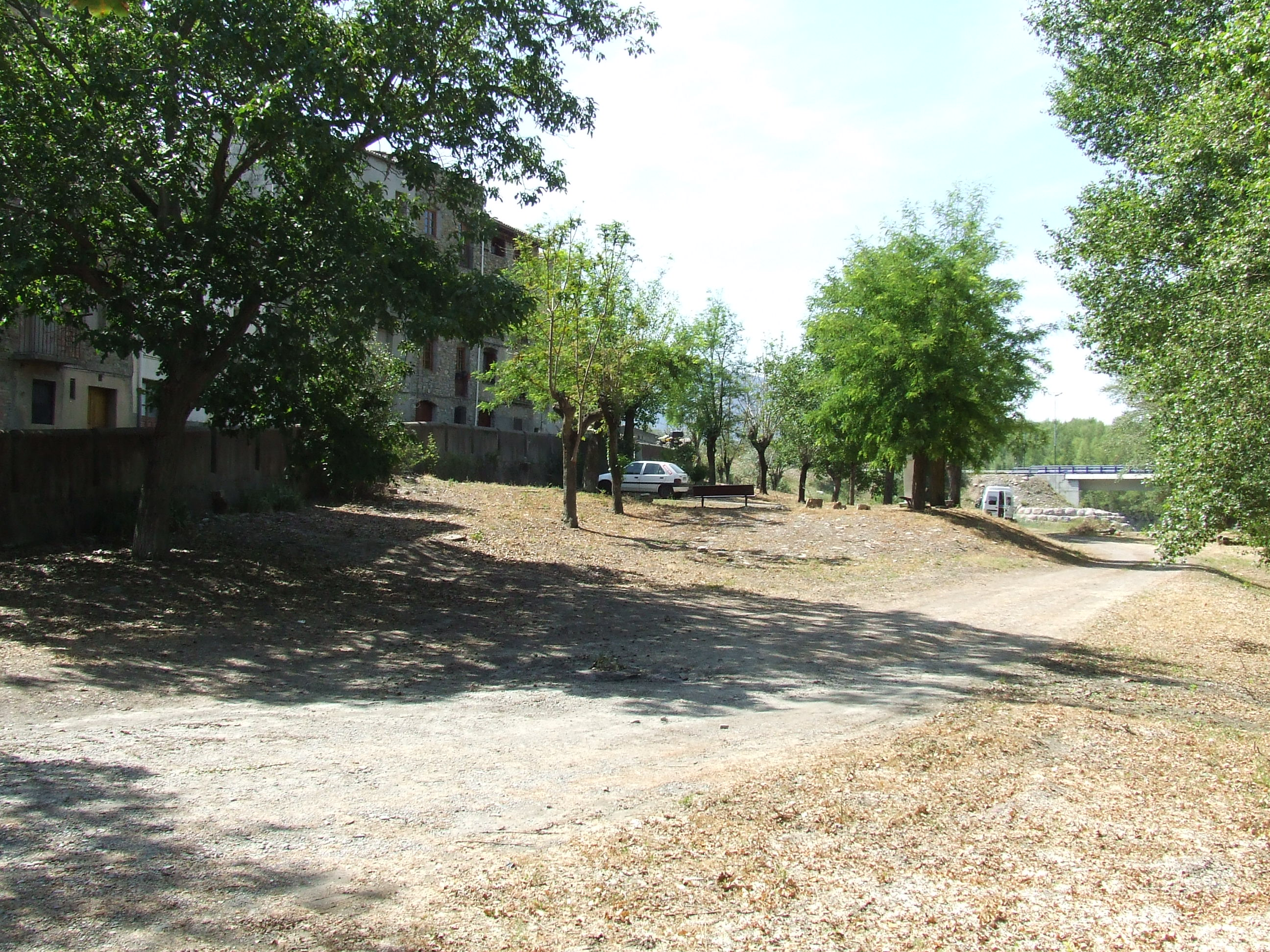
Lloc actual (2009) que ocupava el carrer desaparegut el 1937

La casa de la Beguda fou la primera d'aquest nucli de població. Pertanyia als Motes, que obtingueren el títol de barons de Claverol, i la tradició diu que en aquesta casa hi tingué sempre habitació reservada Josep de Calassanç, tant en el moment de ser rector de Claverol, com després, quan fou canonge d'Urgell i, més tard, bisbe de Barcelona.
Formaven el poble dos carrers, el de Dalt i el de Baix. Aquest segon desaparegué l'any 1937, en una riuada que devastà els entorns del Pont de Claverol i s'endugué les cases del carrer de Baix, amb l'església de sant Antoni inclosa. La companyia elèctrica construí un barri de casetes per acollir els damnificats, vora el camp de futbol de la Pobla de Segur. Avui dia, les casetes encara hi són, i el barri és conegut com les Casetes del Pont.
Quasi un quilòmetre al sud del poble, ran de la riba esquerra del pantà, hi ha, encara, la capella de la Mare de Déu del Socors.

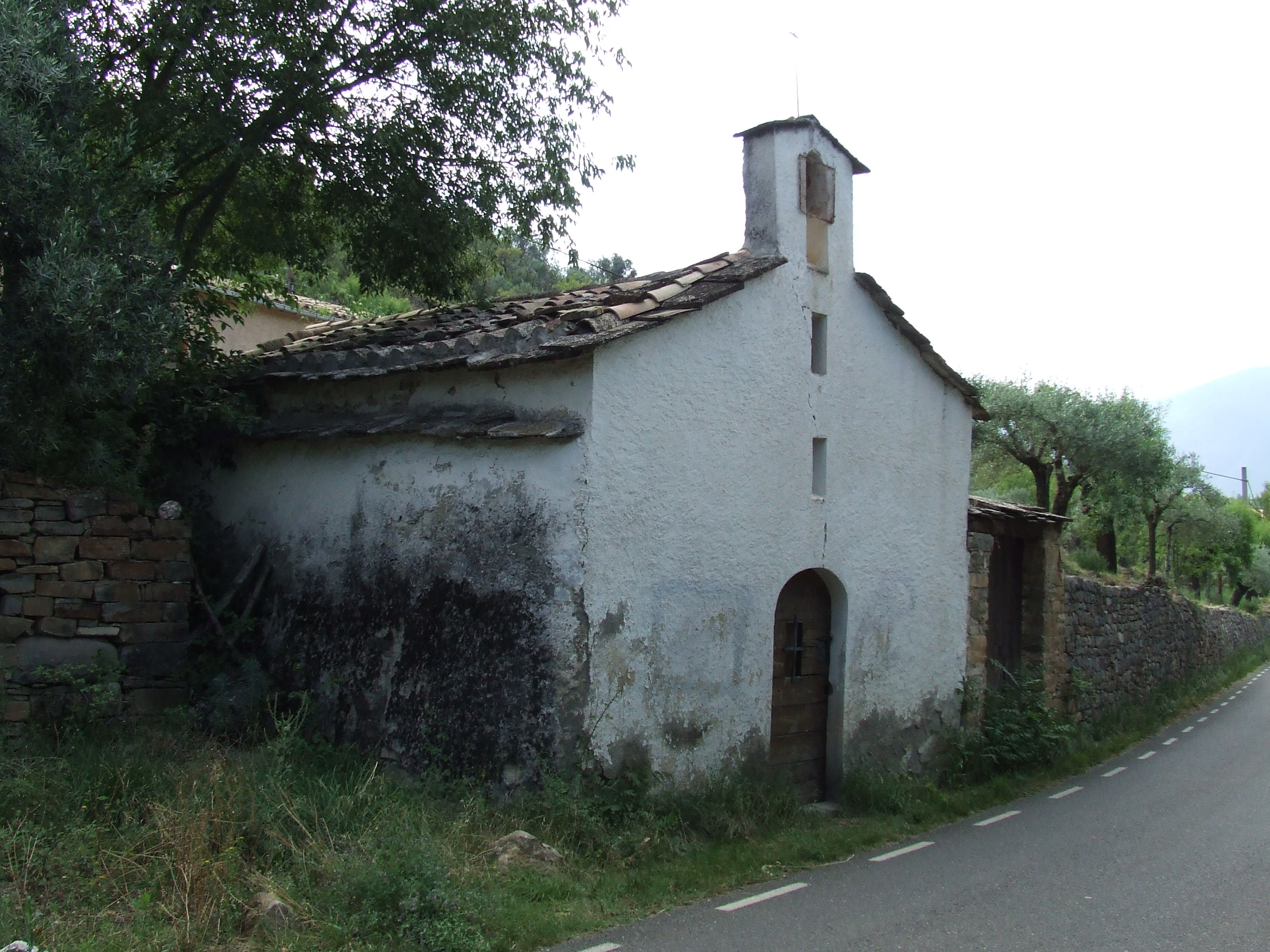
La Mare de Déu del Socors

El Pont de Claverol fou dels primers pobles a disposar d'il·luminació elèctrica: a principis del segle xx ja en tenia.
Ceferí Rocafort comenta que en el terme de Claverol hi ha 197 edificis, amb 469 habitants de fet i 467 de dret, dels quals el poble de Claverol en té 40 i 79, respectivament, el Pont de Claverol, 65 i 183, Sant Martí de Canals, 38 i 122, i Sossís, 26 i 72. A més, hi ha 28 cases més escampades per la resta del terme, entre les quals esmenta el mas Miret, els Masos de Baiarri i el Molí de Palau, amb la capella de Sant Martí.
El 1970 tenia 142 habitants, i era el segon nucli del terme (el primer era Aramunt), però el 1981 ja només n'hi consten 28. El 2006 en té 11.
Tot i que és el cap de municipi de Conca de Dalt, en la vida real actua com un barri més de la Pobla de Segur, atesa la seva proximitat i dependència. Antigament, com la Pobla, havia estat seu de raiers, tant de fabricants de rais com de navegants que baixaven la fusta fins a l'Ebre.

## Etimologia

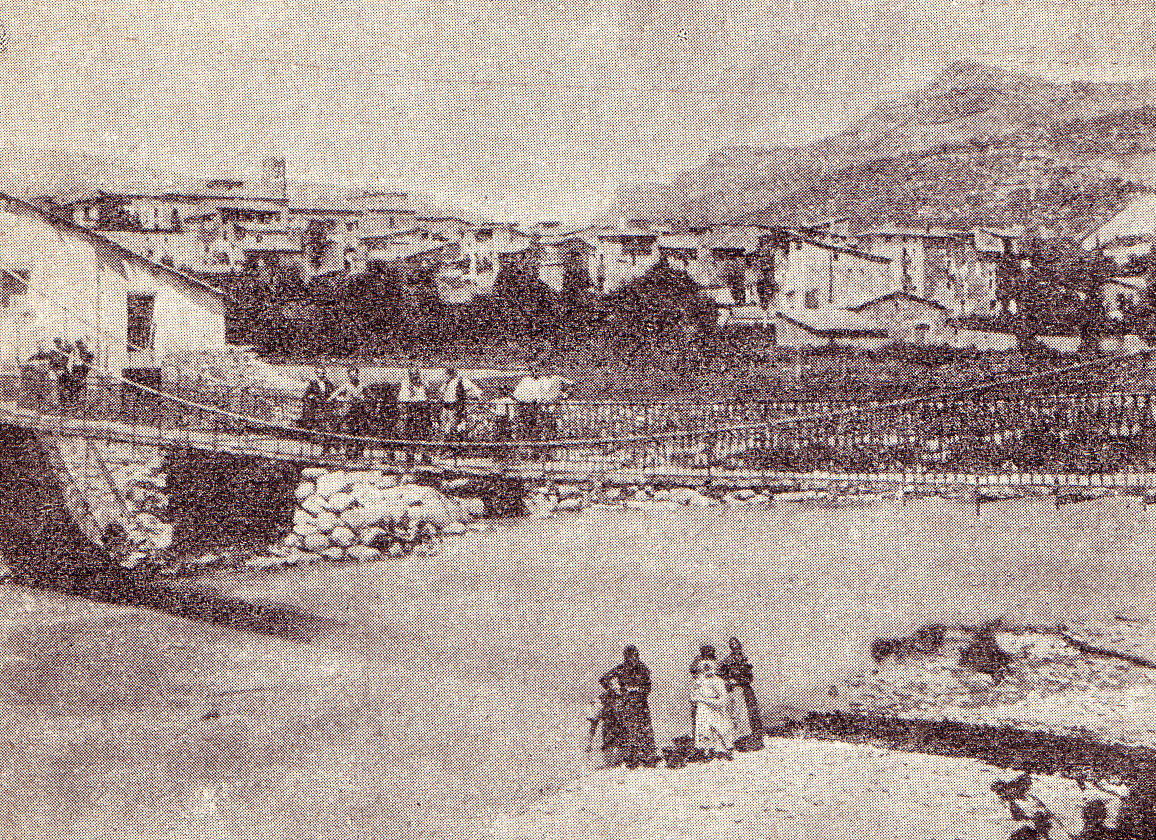
El pont sobre la Noguera Pallaresa, que dona nom al poble

Com a nom d'un antic barri del poble de Claverol, el topònim és modern i clarament descriptiu: és el nom del barri de Claverol que es troba al costat del pont damunt de la Noguera Pallaresa que comunica Claverol amb la Pobla de Segur i amb la carretera general.
Aquest pont era de fusta, penjat amb un sistema de sirgues, o cordes, que el mantenien tibant, i era estret, apte només per al pas humà i, en tot cas, d'animals petits. Actualment en el seu emplaçament hi ha un pont construït a mitjan segle xx.
Per al significat de Claverol, vegeu l'article corresponent al poble de Claverol.

## Llocs d'interès
- Museu dels Raiers del Pont de Claverol[3][4][5]